# Courtland (Kansas)
Courtland è un comune degli Stati Uniti d'America, situato nello Stato del Kansas, nella Contea di Republic.